# Ella Bishop
Pour les articles homonymes, voir Bishop.
 (janvier 2008).
Si vous disposez d'ouvrages ou d'articles de référence ou si vous connaissez des sites web de qualité traitant du thème abordé ici, merci de compléter l'article en donnant les références utiles à sa vérifiabilité et en les liant à la section « Notes et références ».
Ella Bishop (Elle Bishop dans la version anglophone) est un personnage de fiction de la série américaine Heroes diffusée sur NBC aux États-Unis et sur TF1 en France. Ella est interprétée par Kristen Bell.

## Son histoire

### Son passé
Ella Bishop est née de l'union de Robert Bishop et d'une femme inconnue qui est morte peu après sa naissance. Bob, ne sachant pas s'occuper de sa fille, fait des expériences sur elle avec l'aide du docteur Zimmerman. Après un test, Ella blesse son père et ce dernier ordonne à Noé Bennet de retrouver la petite fille. Une fois celle-ci rentrée, elle passe un nouveau test avant que le haitien ne lui efface la mémoire. Elle fête ensuite son anniversaire avec le haïtien, Angela Petrelli, Kaito Nakamura et son père. 
Ella passe presque toute sa vie dans les locaux de la compagnie, la rendant à moitié folle. Sa première mission l'amène à espionner Claire Bennet mais elle renonce après avoir affronté Eden McCain. 
L'épisode 8 "Villains" nous révèle qu'Ella avait rencontré Sylar quelque temps avant le début de la série. En effet, Ella, alors en mission pour la compagnie avec Bennet pour découvrir comment Sylar utilise son pouvoir pour prendre ceux des autres, était entrée dans le magasin de Gabriel et l'avait découvert en train de se pendre. Il regrettait d'avoir tué Brian Davis, celui qui possédait le pouvoir de télékinésie. Elle l'avait sauvé juste à temps et consolé. 
Cachant son pouvoir à Gabriel, Ella lui a ensuite rendu visite et l'a séduit. Sylar lui a alors révélé son pouvoir mais cela n'était pas suffisant pour Bennet, qui lui a demandé de le forcer à tuer quelqu'un. Cependant, Ella commençait à éprouver des sentiments réels pour Gabriel et avait refusé de le faire. Après avoir été convaincue de force par Bennet, Ella invita quelqu'un chez Gabriel, Trevor, qui avait aussi un pouvoir : il avait la possibilité de faire exploser les choses à distance. Jaloux de l'attention que portait Ella à Trevor, Gabriel tenta d'ouvrir le crâne de Trevor. Ella utilisa alors son pouvoir pour empêcher cela, mais les choses ont empiré. Furieux contre elle, Gabriel demanda à cette dernière de quitter les lieux, et prit le pouvoir de Trevor. Désemparée et regrettant ce qu'elle avait fait de Gabriel, Ella rejoignit Bennet.

### Volume 2: Générations
Ella apparaît pour la première fois lors de l'épisode 2x05, alors qu'elle est chargée de ramener Peter Petrelli d'Irlande. Lors de cette enquête, elle tue Ricky, le frère de Catlin, et Bob met fin à sa mission.
Lors de l'épisode flash back, 2x08, on découvre qu'elle est liée à la disparition de Peter durant 4 mois. Ella est chargée de sa surveillance. Peter la séduit afin de détourner son attention et parvient à s'échapper.
À partir de l'épisode 2x09, elle fait équipe avec Mohinder Suresh pour tenter de capturer Claire Bennet. Mais elle est neutralisée par Noé Bennet et West Rosen qui se servent d'elle comme otage afin de contraindre Bob à libérer Claire. Pendant l'échange, Noé blesse Ella en lui tirant une balle dans le bras.
Noé lui apprend que Bob aurait mené des expériences sur elle alors qu'elle avait 7 ans. Il voulait découvrir combien de watts elle pouvait libérer. Peut être assez pour alimenter une lampe de poche, un lampadaire ou bien un quartier entier ? Durant les tests elle s'est évanouie sous l'effort, tous voulaient la laisser se reposer mais son père a dit « non, ma fille est plus coriace que ça ! ». Prise de doute à la suite des paroles de Noé, elle fouille son dossier dans le bureau de son père et s'aperçoit que celui-ci est vide.
Après l'échec de cette mission de la mission de surveillance de Claire, Ella est mise à pied par Bob. Déterminée à se racheter, lors de l'épisode 2x11, elle vient au secours de Mohinder lorsque Sylar tente de lui soutirer le vaccin contre le virus Shanti. Elle tente de tuer Sylar grâce à ses pouvoirs, mais il parvient à s'échapper.

### Volume 3: Les Traîtres
Ella n'apparaît pas dans le premier épisode de la saison 3. Dans le deuxième, elle découvre son père tué par Sylar. Elle affronte ce dernier dans la prison de haute sécurité enfermant les spéciaux les plus dangereux. Sur le point d'être tuée, elle libère son pouvoir au maximum, assommant Sylar mais neutralisant le verrouillage électrique de la prison, libérant ainsi quatre détenus "spéciaux" considérés comme très dangereux. Pour cette erreur, Angela Petrelli, succédant à Robert Bishop, l'écarte de la Compagnie.
Elle revient dans l'épisode 7 où elle vient demander de l'aide à Claire. En effet, elle ne contrôle plus son pouvoir et s'électrocute tout le temps. Elle vient dire à Claire qu'une société nommée Pinehearst pourrait peut-être l'aider à arranger le problème face à son pouvoir. Elles se rendent à cette société en avion où Ella a à nouveau un problème avec son pouvoir qui pourrait faire crasher l'avion. Heureusement, Claire réussit à la calmer et arrivent à destination. Lorsqu’elles arrivent devant la société Pinehearst, elles tombent sur Peter qui a chuté du haut de l'immeuble de la société. Tandis que Claire s'occupe de Peter, Ella entre chez Pinehearst, dans l'espoir qu'Arthur lui retire son pouvoir.
Dans l'épisode 9, Arthur veut apprendre à Sylar à prendre le pouvoir des autres sans les tuer. Il lui révèle qu'il a un pouvoir d'empathie (comme Peter) et pour qu'il apprenne à contrôler ce pouvoir, il enferme Sylar dans une grande salle ressemblant plus à une cellule-cage où le jeune homme retrouve Ella, enchaînée et très affaiblie. Voyant le meurtrier de son père apparaître devant elle, Ella envoie une grosse dose d'électricité à Sylar, voulant lui faire payer ce qu'il a fait à son père. Sylar reconnaît son acte et regrette, et accepte qu'Ella utilise toute sa puissance pour se calmer. Il finit par s'écrouler, tandis qu'Ella, ne supportant plus la douleur que lui provoque son pouvoir, est épuisée et supplie Sylar de la tuer. Mais au lieu de le faire, Sylar libère Ella de ses chaînes. Il lui dit qu'il veut vraiment changer et être quelqu'un de bien. Elle n'y croit pas car elle sait que Sylar et elle sont tous les deux des monstres. Sylar ne l'entend pas de cette oreille : pour lui, c'est la faute de leurs parents s'ils sont devenus ainsi. Il ajoute qu'elle lui a sauvé la vie autrefois et qu'il veut lui rendre la pareille, mais elle lui avoue qu'elle l'a sauvé uniquement pour l'utiliser ensuite. Sylar caresse le bras d'Ella et lui "Tu ne faisais que suivre les ordres, et je te pardonne. Et maintenant, tu dois te pardonner à ton tour". Dès que Sylar enlève sa main du bras d'Ella, cette dernière ne ressent plus aucune douleur tandis que Sylar montre qu'il a acquis le pouvoir d'Ella. Après une longue discussion, Ella montre à Sylar comment utiliser son nouveau pouvoir. Leur attirance d'antan renaît à nouveau. 
Dans l'épisode 10, après qu'Arthur ait dessiné des dessins prémonitoires (dont Ella et Sylar s'embrassant), il envoie Sylar chercher Claire et la ramener à Pinehearst. Ella, trouvant étrange que Sylar obéisse aussi vite à son père, demande à l'accompagner. Ella et Sylar vont donc dans un magasin de location de voiture où Ella, doutant de la sincérité de Sylar, va le tester : pendant qu'il téléphone à son père, elle avertit le vendeur que Sylar est un serial-killer et qu'il l'a kidnappée. Ne comprenant pas le comportement d'Ella, Sylar tente de fuir les lieux avec elle mais le vendeur arrive avec un fusil à pompe, voulant devenir le héros du jour. 
Après avoir volé une voiture, Ella et Sylar se rendent dans la maison abandonnée de l'homme qui pouvait créer des vortex, où Claire et Bennet s'entraînaient. Seulement, ils n'ont plus leurs pouvoirs, l'éclipse faisant effet sur eux. Après un combat où Bennet domine Sylar, Ella tente de tirer sur Bennet mais Claire s'interpose et prend la balle à sa place. Bennet emmène alors Claire, laissant Ella et Sylar assommés. Se remettant de leurs blessures, Ella et Sylar se rendent compte qu'ils ont perdu leurs pouvoirs. Sylar le prend comme un soulagement, ce qui étonne Ella. Sylar avoue ne plus ressentir la "faim" qu'il avait, et ajoute qu'il n'avait plus ressenti un sentiment agréable et bon depuis sa 1re rencontre avec Ella. Cette dernière regrette tout ce qu'elle lui a fait subir, culpabilisant d'avoir poussé Sylar à devenir un monstre. Bien que Sylar ne lui en veuille pas, elle reste triste de voir qu'ils ne peuvent plus prendre ou faire ce qu'ils veulent à présent. Mais Sylar n'est pas d'accord et embrasse Ella passionnément. 
Dans l'épisode 11, on retrouve Sylar et Ella consommant leur amour et presque libérés de la perte de leur pouvoir, prêts à entamer une relation amoureuse permanente. Mais ce moment de tendresse est interrompu par Bennet qui leur tire dessus. Alors qu'ils s'enfuient, Ella est blessée à la cuisse par Bennet. Sylar l'emmène et la soigne dans un magasin. Il veut qu'elle et lui se séparent mais Ella n'est pas de cet avis et a un plan pour battre Bennet. Sylar accepte mais, au dernier moment, met Ella dans une cage d'ascenseur et est prêt à affronter seul Bennet. Ce dernier prend le dessus et tue Sylar en l'égorgeant, sous les yeux dépités d'Ella.
L'éclipse étant terminée, Sylar et Ella retrouvent leurs pouvoirs et prennent en otage Sandra Bennet pour ramener Claire. Alors que Sylar tient Bennet, ce dernier lui dit qu'Angela et Arthur ne sont pas ses vrais parents et qu'ils ne font que l'utiliser : tous deux connaissaient bien son dossier et savaient que le manque d'affection de sa mère était sa faiblesse. Il ajoute qu'Ella connaît bien aussi son dossier puisqu'elle est en partie responsable de sa création. Il finit par dire à Ella qu'il est impossible que Sylar et elle aient une vie ensemble car ce dernier a tué son père. Alors que Sylar s'apprête à tuer Bennet, Hiro intervient et téléporte Sylar et Ella sur une île déserte. 
Alors que Sylar réfléchit à ce que lui a dit Bennet, il demande à Ella si c'était un mensonge et si elle sait quelque chose sur lui. Ella répond que tout ce que lui a dit Bennet est un mensonge. Alors que le couple commence à s'embrasser, allongé sur la plage, Sylar se rend compte qu'il ne changera jamais, et qu'elle non plus, car elle est aussi détraquée que lui. Sylar tue donc la femme qu'il aime, le seul lien le menant à son bon côté. 
La dernière apparition d'Ella se fait dans l'épisode 12 où Sylar, les larmes aux yeux, rend hommage au seul amour de sa vie en brûlant son cadavre. Dans l'épisode suivant, le dernier du volume 3 où meurt Meredith Gordon, Sylar informe cette dernière, Claire Bennet et Noé Bennet de la mort d'Ella.

### Volume 4: Fugitifs
Alors que Danko soupçonne Nathan Petrelli d'avoir un pouvoir, il interroge la mère de ce dernier, Angela. Son argument est qu'il a reçu son "potentiel" pouvoir de sa mère. Pour prouver sa théorie, il énumère des cas de spéciaux : Matt Parkman qui a reçu son pouvoir de son père télépathe, Hiro Nakamura de sa mère guérisseuse, Ella qui a reçu son pouvoir d'électrokinésie de son père alchimiste...

### Volume 5: Redemption
Lorsque l'esprit de Nathan Petrelli, qui est dans le corps de Sylar, découvre les souvenirs du corps qu'il investie, les meurtres commis par Sylar sont montrés. Parmi eux, il y a celui d'Ella.

### Futur alternatif
Dans l'épisode 3x04 "I am become death", Sylar a un fils nommé Noah, les scénaristes ont indiqué que sa mère était Ella sans préciser ce qui lui était arrivé.

## Pouvoir
Ella peut contrôler et projeter de l'électricité. Ce pouvoir est ensuite reproduit par Peter. Le plus souvent, elle projette l'électricité depuis ses doigts, mais elle a montré qu'elle peut également le faire depuis sa bouche lorsqu'elle a embrassé Peter. Elle peut aussi produire des boules électriques comme nous le montrent certains moments de la saison 2 et 3. Son pouvoir est l'un des plus puissants, ainsi, il permet de mettre KO Sylar lorsque ce dernier veut lui prendre son pouvoir. Malheureusement, ce pouvoir à un énorme inconvénient : le cerveau humain ne peut pas supporter autant d'électricité, si bien qu'Ella est à moitié folle...
Elle peut cependant être neutralisée : Noé Bennet la rend incapable de réagir lorsqu'il la prend en otage en lui mettant les pieds dans l'eau. Lorsqu'elle tente de se servir de son pouvoir, elle s'électrocute alors elle-même.

## Liens
Site personnel (fictif) de Ella Bishop